# Antonio Martínez Ballesteros
Antonio Martínez Ballesteros (Toledo, España, 15 de septiembre de 1929-Toledo, 2 de septiembre de 2021) fue un dramaturgo y director de teatro español. Se le suele encuadrar dentro del "Nuevo teatro español" según Klaus Pörtl, o "Teatro de protesta y paradoja", según Georges E. Wellwarth, o "teatro simbolista", o más llanamente, "teatro experimental" de los años sesenta, junto a los dramaturgos José María Bellido, José Ruibal, Luis Riaza y Miguel Romero Esteo, entre otros. Dirigió grupo teatral Pigmalión 

## Biografía
Desarrolló su actividad dramatúrgica (con más de treinta títulos, la mitad inéditos), novelística (cuatro novelas inéditas) y de dirección teatral desde Orestiada-39 y Los mendigos. Fue de los iniciadores del movimiento simbolista en el teatro. Traducido al inglés, alemán, portugués y, a menudo, representado antes fuera de España que dentro.
Sus planteamientos partían siempre de la denuncia social y se tratan con recursos alegóricos y a veces tomados del esperpento y el teatro del absurdo, en el que aparecen también otros elementos como el humor, la hipérbole y la alegoría. Según Francisco Ruiz Ramón el teatro de Martínez Ballesteros es un teatro para la sociedad de censura, en el que tanto personajes como acción han sido convertidos en portadores y transmisores de pensamiento crítico, con el fin de provocar en el espectador la descarga ideológica que el autor pretende. La finalidad es la de "convertir su teatro en un arma de ataque y desenmascaramiento de las distintas corrupciones de la sociedad contemporánea". Un teatro que fuerza al espectador a "tomar conciencia de las mil y una formas de enajenación; de la explotación y de la deshumanización radicales de que es víctima el individuo de la sociedad burocrática contemporánea".
Antonio Martínez Ballesteros fue uno de los dramaturgos más relevantes de la escena española actual. Decenas de obras publicadas, apreciadas por parte de críticos y especialistas y numerosos estrenos (a cargo de profesionales, aficionados y compañías independientes) en España y América avalan su trayectoria. 
El teatro de Martínez Ballesteros se puede estudiar en el libro citado La versatilidad del comediante, de Adelardo Méndez Moya. Suele decirse a menudo que la finalidad de su teatro es la de "convertir[se] en un arma de ataque y desenmascaramiento de las distintas corrupciones de la sociedad contemporánea"; es, por ejemplo, la opinión de Ruiz Ramón, que se limitó a estudiar sus primeras obras. Un teatro que fuerza al espectador a "tomar conciencia de las mil y una formas de enajenación; de la explotación y de la deshumanización radicales de que es víctima el individuo de la sociedad burocrática contemporánea". 
Desde presupuestos próximos al realismo, matizados por elementos técnicos y formales diferentes (absurdo, brechtianismo, alegoría...) aborda numerosos aspectos de la sociedad desde el humor hasta la tragedia, pasando por la farsa, la comedia y el drama.
En primer lugar tenemos sus farsas alegóricas, en las que lo simbólico no oculta la situación real a la que se hace referencia; desde la risa se analizan fragmentos de una realidad nada divertida. Este tipo de teatro se caracteriza por su brevedad: Farsas contemporáneas (1969), Retablo en tiempo presente (1970), Farsas de ayer (1999), Los reyes godos.
El dolor y la desesperanza son los hilos de sus tragedias. Orestiada-39 o Tiempo de guerrilla nos transmiten sentimientos derivados de los acontecimientos de la guerra civil española (1936-39), situación límite desde el punto de vista ético y cuyos casos el autor trae a nuestra época, demostrando su plena vigencia. Otras veces (es el caso de Como un sueño de humo) Martínez Ballesteros se centra en los problemas de una juventud carente de incentivos para organizar su vida y prosperar.
Con las comedias Martínez Ballesteros reflexiona sobre distintas situaciones afectivas, sean de pareja, familiares o cualesquiera otras en las que intervengan los sentimientos. Pueden distinguirse dos tipos: el primero es el de las de final tendente al desgarro (bajo la apariencia de la hilaridad se provoca la tristeza). Cabe aquí la Trilogía de la inocencia (Pisito clandestino, El marido breve, Vivir como perros). El segundo tipo es el denominado 'comercial', por su desarrollo simpático y final amable, en el que se actualiza el elemento lúdico del arte teatral: Camilla, mi amor, Matrimonio para tres, Cuatro mujeres.
La perspectiva realista alcanza su máxima expresión en Desde la cruz del norte, Vacío de identidad o Volverán banderas victoriosas; en ellas se hace una meditación sobre las relaciones humanas, las convenciones y sus condicionamientos: en definitiva, la moral social. Aplicada al pasado (época de los Austrias), aparece también en La hora del diablo.
La política atraviesa en realidad casi toda la producción de Martínez Ballesteros. En muchos textos se ataca el franquismo: En el país de Jauja, El héroe, El camaleón o Una historia subversiva, El tranquilizante, Los placeres de la egregia dama, El juego de la medalla, Sultanísimo por la gracia de Alá. La transición democrática se refleja en La utopía de Albana y Salir en la foto, y se cuestiona la monarquía en Romancero secreto de un casto varón.
En cuanto a su actividad como director teatral, el grupo Pigmalión lleva más de cuarenta años representando obras teatrales. Su interés por el teatro contemporáneo y su gran conocimiento del teatro de todas las épocas lo aplica a sus propias creaciones: obras como Los comediantes, Los enanos improvisan su comedia, Romeo y Julieta se divorcian o El círculo vicioso podrían calificarse como metateatrales.
La autobiografía se aprecia tanto en las obras anteriores como en las que se ubican en oficinas, despachos o ámbitos burocráticos: Los mendigos, El despacho del señor Calleja, Situaciones.
La última publicación de sus obras la ha realizado la Asociación de Autores de Teatro (AAE) en 2010, y recoge siete obras de las más representativas de su producción: Desde la cruz del norte, La excelente señora, El oscuro invierno, Tiempo de guerrilla, Camila, mi amor, Farsas contemporáneas y Retablo en tiempo presente.
Es el padre del también escritor, e historiador modernista, Fernando Martínez Gil, del musicólogo Carlos Martínez Gil y de la exactriz de teatro, y actual profesora de francés y literatura castellana, Ana Martínez Gil.

## Obra
- Orestiada 39 (1960)
- Los mendigos (1961)
- En el país de Jauja (1961, 1963 en The Best of All Possible Worlds, en Wellwarth, The New Wave Spanish Drama, New York, The New York University Press, 1970)
- Un incidente sin importancia, 1962.
- El pensamiento circular (1963)
- El héroe, 1964 y 1965 (The Hero, en Wellwarth, op. cit.)
- El juego de la medalla (1976)
- Farsa de marionetas (1964)
- Las gafas negras del Señor Blanco (1966)
- Los comediantes (1967), redacción refundida en 1982
- Sancho Español (1967)
- El camaleón (1967)
- La farsa de Salsipuedes (1968)
- Retablo infantil (1968)
- El patio de Monipodio (1968)
- Los peleles (1969)
- Farsas contemporáneas: cuatro piezas breves para un solo programa. La opinión, Los opositores, Los esclavos, El hombre vegetal (1970).
- La colocación (1971)
- La distancia (1971)
- El silencio, El soplo (juntamente con las tres obras anteriores, Madrid, Escelicer, 1972)
- La improvisación (1970)
- Las bicicletas (1971)
- El superviviente (1971)
- El orden chino (1971)
- Los primates (1971)
- El tranquilizante (1972)
- Retablo en tiempo presente (1972)
- Los secuestros (Estampa en la Edad Media del "equilibrio de fuerzas") (1972)
- Cuatro rarezas contemporáneas sobre otras tantas cosas no tan raras: obra en dos partes (1972)
- Los placeres de la egregia dama 1973
- Relato frívolo de una mujer fría: Farsa de los años 20 con bala de cañón (1974)
- A lo alto y a lo bajo: Sinopsis de guión cinematográfico (1974)
- Romancero secreto de un casto varón: fábula de ambiente medieval en dos partes (1976)
- Fábulas zoológicas: "comic" del mundo "animal" en dos partes (1976)
- Volverán banderas victoriosas (1977)
- Réquiem por un mamífero nostálgico (1977)
- La ocultación (1977)
- Fabulilla de la peste (1981)
- Desde la Cruz del Norte o El maravilloso cambio del señor Timón (1983). Se trata de una redacción refundida de Las gafas negras del señor Blanco.
- Camila, mi amor (1986)
- Pisito clandestino (1990)
- Matrimonio para tres (1991)
- Los enanos improvisan su comedia (1991)
- La abnegada vocación del señor Pontejos (paseo teatral por una ciudad de provincias) (1993)
- El despacho del señor Calleja (1994)
- Salir en la foto (1994)
- Vivir como perros (1997)
- El marido breve (1997)
- Trilogía contra la opresión (1997)
- Romeo y Julieta se divorcian (1998)
- Desde la cruz del norte (1998)
- La hora del diablo (1998)
- Situaciones (1998)
- Farsas de ayer y de hoy (1999)
- Como un sueño de humo (1999)
- El círculo vicioso: ronda humorística alrededor del teatro y otros parajes en 12 tiempos (1999)
- Cuatro mujeres (1999)
- Tiempo de guerrilla (2000). Escrita en el aniversario de la Declaración de los Derechos Humanos, 1998, y publicada en el año 2000.
- Orestiada-39: la utopía de Albana (2000)
- El homenaje: relato fantástico-humorístico (2001)
- El tranquilizante. Situaciones II: teatro breve (2002)
- Los enanos improvisan su comedia. Relato frívolo de una mujer fría. Sultanísimo por la gracia de Alá (2002)
- La excelente señora (2003)
- El oscuro invierno (2003)
- Cuatro esposas para un rey; Una historia subversiva (2005)
- Las siete flaquezas de un varón ibérico. Un incidente sin importancia. Vacío de identidad (2009)
- Doña Perfecta: adaptación escénica en dos partes (2009). Adaptación de la novela de Benito Pérez Galdós.
- Crónica de los años azules: novela (2010)
- La comedia de los contrastes: panorámica de un paisaje urbano; Fantasía con recortes: ocho escenas sobre la crisis para un solo programa (2013)
- Desahucio: monólogo en 1 acto (2013)
- La rueda de la infamia. Querida Edith. Viejos recuerdos de melancolía (2015)

## Premios
- Guipúzcoa (Farsas contemporáneas)
- Palencia (Retablo en tiempo presente)
- Castilla-La Mancha (Camila, mi amor)
- Buero Vallejo (Los enanos improvisan su comedia)